# Oľšavka (Košice)
|  | No s'ha de confondre amb Oľšavka (Prešov). |

Oľšavka és un poble i municipi d'Eslovàquia. Es troba a la regió de Košice, a l'est del país.

## Història
La primera referència escrita de la vila data del 1245.

## Demografia
| Godina             | 1994 | 2004    | 2014   | 2024   |
| ------------------ | ---- | ------- | ------ | ------ |
| Nombre de persones | 171  | 192     | 198    | 182    |
| Diferència         |      | +12,28% | +3,12% | −8,08% |

| Godina             | 2023 | 2024 |
| ------------------ | ---- | ---- |
| Nombre de persones | 182  | 182  |
| Diferència         |      | +0%  |